# Zapuže pri Kostelu
Zapuže pri Kostelu – wieś w Słowenii, w gminie Kostel. W 2018 roku liczyła 3 mieszkańców.